# Гибридный кольцевой мост

Размеры и расположение плечей гибридного кольцевого моста

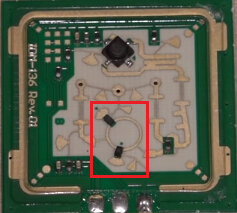
Гибридный кольцевой мост в составе смеcителя радарного модуля 24 ГГц

Гибридный кольцевой мост — устройство СВЧ для сложения и вычитания входных сигналов. Мост выполняется в виде длинной линии с электрической длинной 6/4 длины волны, свёрнутой в кольцо. Сигналы подводятся и отводятся от линий, подключённых к кольцу на расстоянии четверти длины волны друг от друга, как показано на рисунке. При этом сигналы, поступающие на входы Р1 и Р3 складываются друг с другом синфазно на выходе Р2 и складываются в противофазе друг к другу на выходе Р4. Гибридный кольцевой мост обратим, так что его можно использовать для разделения мощности Р2 поровну в плечи Р1 и Р3. Последнее свойство используется для создания балансных смесителей миллиметрового диапазона волн, в которых сумма входного сигнала и гетеродина подводится к смесительным диодам, подключённым противофазно в плечи Р1 и Р3. Гибридный кольцевой мост применяется также в моноимпульсной радиолокации как микрополосковый аналог волноводного двойного Т-моста, позволяющий получать суммарную и разностную диаграммы направленности антенной системы. Еще одно применение мост находит в усилителях мощности, когда необходимо разветвить входной сигнал в несколько параллельных каналов усиления, а затем снова объединить их. Гибридный кольцевой мост имеет относительно большие электрические размеры, что способствует его использованию в миллиметровом и субмиллиметровом диапазоне волн.